# Lisie Pole (przystanek kolejowy)
Lisie Pole – przystanek kolejowy w Lisim Polu, w województwie zachodniopomorskim, w Polsce.

## Ruch pasażerski
| Rok  | Wymiana pasażerska na dobę |
| ---- | -------------------------- |
| 2017 | 100-149                    |
| 2022 | 50-99                      |